# ساقی

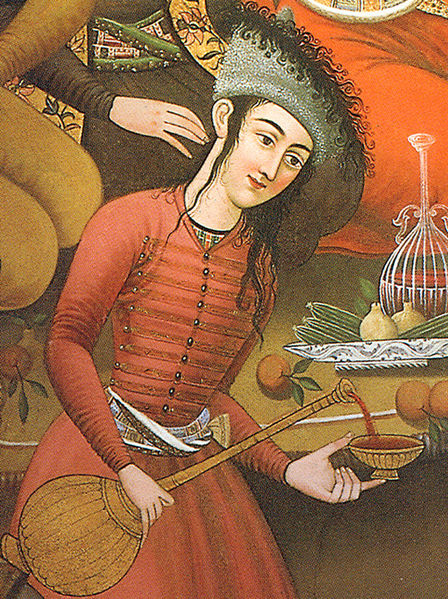
تصویر یک ساقی ایرانی

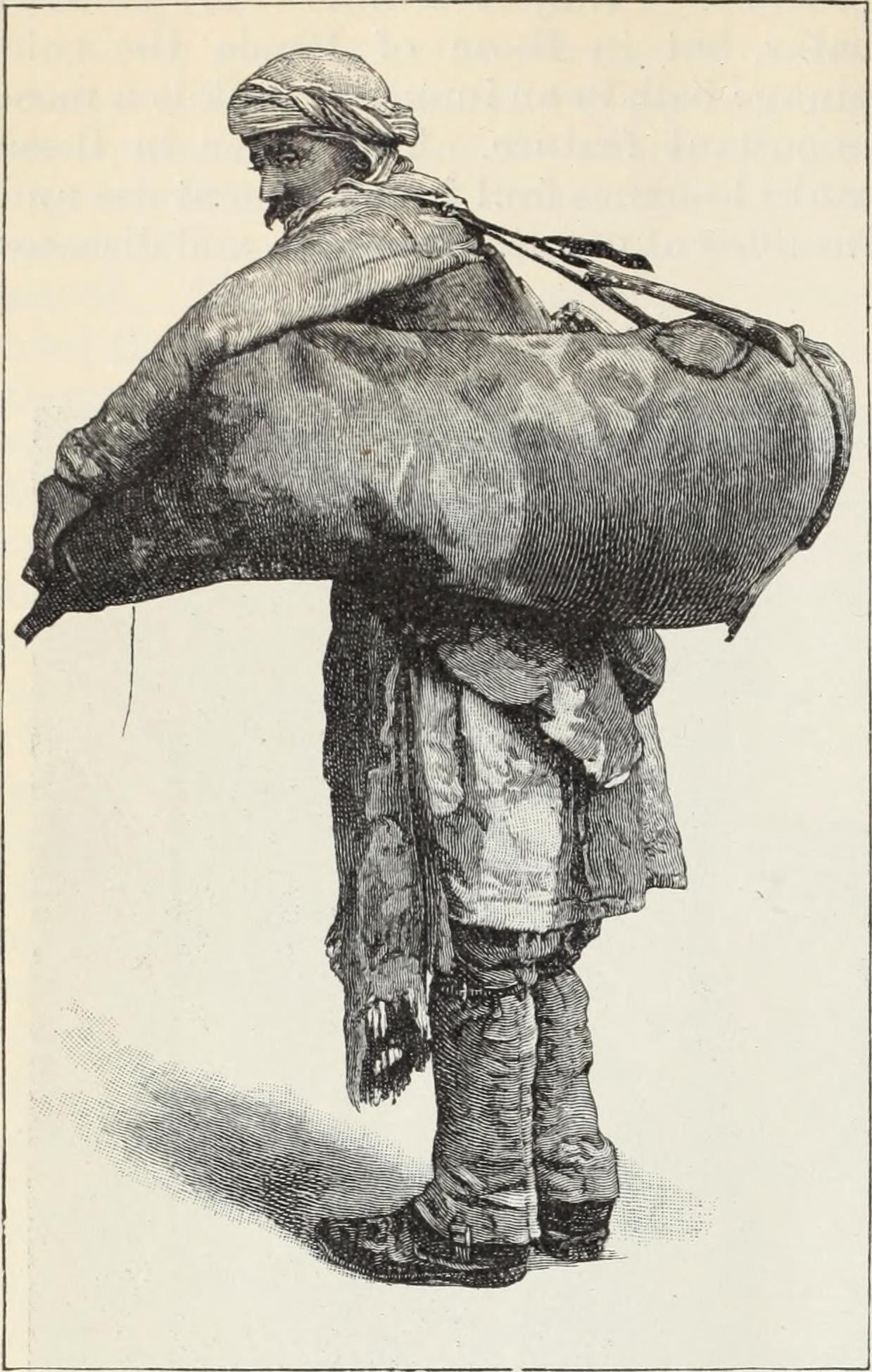
یک ساقی آب در دوره قاجار

ساقی یا می‌ریز به فردی گفته می‌شود که آب یا شراب به دیگری دهد. در اصطلاح عارفان واسطه فیض الهی است و ادبیات فارسی مشحون است از اشعاری که خطاب به ساقی سروده شده‌اند به حدی که منظومه‌های ساقی‌نامه نیز به وجود آمده‌اند. به‌طور مثال حافظ می‌گوید:
| ساقیا لطف نمودی قدحت پر می باد |  | که به تدبیر تو تشویش خمار آخر شد |

یا که شیخ بهایی سروده‌است:
| ساقیا بده جامی زان شراب روحانی |  | تا دمی برآسایم زین حجاب ظلمانی |

ساقی در بسیاری از اشعار ممدوح است و مدح ساقی گاهی تا جایی پیش می‌رود که با معشوق برابری می‌کند. معروف‌ترین ساقی‌نامه متعلق به نظامی گنجوی، حافظ و رضی‌الدین آرتیمانی است اگرچه خیام نیز شعرهایی دربارهٔ شراب‌خواری دارد.